# Kanton Royan-Est
Royan-Est is een voormalig kanton van het Franse departement Charente-Maritime. Het kanton maakte deel uit van het arrondissement Rochefort. De kantons van Royan werden op 22 maart 2015 opgeheven en gemeente werd in zijn geheel de hoofdplaats van het nieuwe kanton Royan, waarin ook Saint-Georges-de-Didonne werd opgenomen.

## Gemeenten
Het kanton omvatte de volgende gemeenten:
- Royan (deels, hoofdplaats)
- Saint-Georges-de-Didonne